# Claire Mahon

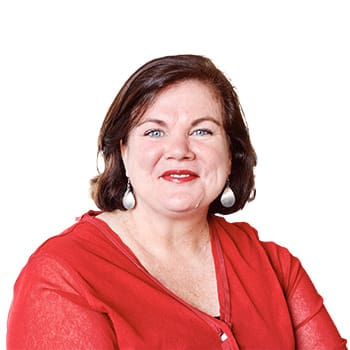
Claire Mahon

Claire Mahon (* im 20. Jahrhundert) ist eine australisch-neuseeländische Juristin und Menschenrechtlerin.
Mahon ist Research Fellow an der Geneva Academy of International Humanitarian Law and Human Rights, wo sie Joint Coordinator des Projektes für Ökonomische, Soziale und Kulturelle Rechte ist. Sie ist Adjunct Clinical Professor of Law an der University of Michigan Law School sowie Gastdozentin am Hochschulinstitut für internationale Studien und Entwicklung und anderen Universitäten und Institutionen.
Von 2007 bis 2008 war Mahon Rechtsberaterin von UN-Sonderberichterstatter für das Recht auf Nahrung Jean Ziegler. Von 2009 bis 2010 war sie Special Advisor der Vorsitzenden der GAVI Alliance Mary Robinson.
2020 kandidierte sie für die Labour Party in Rotorua für die Wahl zum neuseeländischen Unterhaus.